# Hadrurus pinteri
Espèce
Hadrurus pinteri est une espèce de scorpions de la famille des Hadruridae.

## Distribution
Cette espèce est endémique du Mexique. Elle se rencontre en Basse-Californie et en Basse-Californie du Sud.

## Description
Le mâle décrit par Williams en 1970 mesure 119,2 mm et la femelle 116,2 mm.

## Étymologie
Cette espèce est nommée en l'honneur de P. J. Pinter.

## Publication originale
- Stahnke, 1969 : A review of Hadrurus scorpions (Vejovidae). Entomological News, vol. 80, no 3, p. 57-65 (texte intégral).